# Máquina Moral
Máquina Moral (Moral Machine) é uma plataforma online, que gera dilemas morais e recolhe informações sobre as decisões que as pessoas tomam entre dois resultados destrutivos. Os cenários apresentados são muitas vezes variações do dilema  do elétrico,  e os dados recolhidos serão utilizados para futuras pesquisas  tendo em conta as decisões que as máquinas com inteligência artificial  deverão tomar no futuro. Por exemplo, à medida que a inteligência artificial desempenha um papel cada vez mais significativo nos veículos autónomos, projetos de investigação como a plataforma Moral Machine ajudam a encontrar soluções para os desafios que os veículos podem encontrar quando confrontados com dilemas de vida e morte.
A análise dos dados recolhidos através da plataforma Moral mostrou amplas diferenças nas preferências entre os diferentes países,  correlações entre essas preferências e várias métricas nacionais.
A plataforma moral machine, segundo os seus criadores, tem como objetivo principal ajudar que a transferência de tais valores para os carros autónomos seja feita de forma transparente e de acordo com as espectativas sociais e princípios éticos de cada sociedade e cultura. São colocados ao dispor dos utilizadores dilemas morais por os quais os carros autónomos poderão vir a ser confrontados e os utilizadores deverão escolher, de acordo com os seus valores éticos e morais, qual das hipóteses apresentadas.